# Daring Club de Cointe-Liège
Daring Club de Cointe-Liège is een Belgische voetbalclub uit de wijk Cointe in Luik. De club is aangesloten bij de KBVB met stamnummer 9266 en heeft groen en wit als kleuren.

## Geschiedenis
De club werd opgericht in 1947 als amateurclub en werd een van de stichtende leden van het Luikse amateurvoetbalverbond ALFA (Association Liégeoise de Football Amateur), waar men als oudste club stamnummer 1 kreeg. De club speelde de volgende decennia succesvol in deze amateurbond.
In het begin van de jaren 90 ging DC Cointe een samenwerking aan met de Belgische topclub Standard Luik, dat een groot aantal jeugdspelers had die men niet kon opstellen. Men creëerde daarom binnen de schoot van DC Cointe Standard de Cointe, dat men in 1993 aansloot bij de Belgische Voetbalbond en er stamnummer 9266 kreeg toegekend. Dezelfde vzw dan Daring Club de Cointe beheerde voortaan dus zowel een amateurclub, die zondags-, zaterdags- en veteranenelftallen had bij de amateurbond ALFA, als een club bij de KBVB. Bij de KBVB stelde men de volgende seizoenen ook een eerste elftal op, dat er van start ging op het allerlaagste niveau, Vierde Provinciale. Standard Luik zette na een tijd de samenwerking met Cointe voort, dat echter naast zijn activiteiten bij de amateurbond ALFA ook bij de KBVB actief bleef.
Als Standard de Cointe bleef men de volgende jaren in de Luikse Vierde Provinciale van de KBVB spelen. In 2001 werd de clubnaam bij de KBVB gewijzigd in Daring Club Cointe, naar de vertrouwde naam die de club al meer dan een halve eeuw had bij amateurbond ALFA. In 2006 promoveerde men naar Derde Provinciale. In 2007 ging men een fusie aan met een andere Luikse club, Euro Youth Liège 75, dat was aangesloten bij de KBVB met stamnummer 8285 en actief in de laagste provinciale reeksen speelde. De fusieclub ging verder als Daring Club de Cointe in Derde Provinciale.
De volgende jaren zou Daring Club de Cointe een opmars maken in de provinciale reeksen. In 2008 promoveerde men immers al naar Tweede Provinciale, waar men ook al gauw in de subtop eindigde. De club stelde nu ook een tweede elftal op bij de KBVB, dat in Vierde Provinciale ging spelen. In 2010 stootte men via de eindronde voor het eerst door naar Eerste Provinciale, het hoogste provinciale niveau. Het debuut in Eerste Provinciale was geen succes: DC Cointe eindigde in zijn reeks als 14de op 17 teams en degradeerde na slechts een seizoen weer naar Tweede Provinciale. De clubnaam werd in 2011 uitgebreid naar R. Daring Club de Cointe-Liège. Het volgend seizoen wist men de titel te behalen in Tweede Provinciale en zo keerde men in 2012 na een jaar al meteen terug in Eerste Provinciale. Dit werd weer geen succes: opnieuw eindigde men 14de en opnieuw moest men na amper een seizoen in 2013 al degraderen. In 2014 kon men echter weer na een seizoen de terugkeer naar Eerste Provinciale afdwingen, ditmaal via de eindronde.
De derde maal dat RDC Cointe Eerste Provinciale bereikte, kon de club zich wel handhaven, en men slaagde er uiteindelijk zelfs in daar de titel te behalen. De club promoveerde zo in 2015 voor het eerst in haar bestaan naar de nationale reeksen.

## Resultaten
| Seizoen | Klasse | Klasse | Klasse | Klasse | Klasse | Klasse | Klasse | Klasse | Klasse | Reeks                                                    | Punten                                                   | Opmerkingen                                              |
|         | I      | I      | II     | III    | IV     | P.I    | P.II   | P.III  | P.IV   |                                                          |                                                          |                                                          |
| ------- | ------ | ------ | ------ | ------ | ------ | ------ | ------ | ------ | ------ | -------------------------------------------------------- | -------------------------------------------------------- | -------------------------------------------------------- |
| 2009/10 |        |        |        |        |        |        |        |        |        | Tweede Prov. Luik                                        |                                                          |                                                          |
| 2010/11 |        |        |        |        |        | 14     |        |        |        | Eerste Prov. Luik                                        |                                                          |                                                          |
| 2011/12 |        |        |        |        |        |        | 1      |        |        | Tweede Prov. Luik                                        | 71                                                       |                                                          |
| 2012/13 |        |        |        |        |        | 14     |        |        |        | Eerste Prov. Luik                                        | 31                                                       |                                                          |
| 2013/14 |        |        |        |        |        |        | 2      |        |        | Tweede Prov. Luik                                        | 66                                                       |                                                          |
| 2014/15 |        |        |        |        |        | 1      |        |        |        | Eerste Prov. Luik                                        | 67                                                       |                                                          |
| 2015/16 |        |        |        |        | 7      |        |        |        |        | Vierde Klasse D                                          | 43                                                       |                                                          |
|         | 1A     | 1B     | 1Am    | 2Am    | 3Am    | P.I    | P.II   | P.III  | P.IV   | Vanaf 2016-17 zijn er 3 nationale en 2 regionale niveaus | Vanaf 2016-17 zijn er 3 nationale en 2 regionale niveaus | Vanaf 2016-17 zijn er 3 nationale en 2 regionale niveaus |
| 2016/17 |        |        |        |        | 8      |        |        |        |        | Derde klasse Am.                                         | 31                                                       |                                                          |
| 2017/18 |        |        |        |        | 16     |        |        |        |        | Derde klasse Am.                                         | 10                                                       |                                                          |
| 2018/19 |        |        |        |        |        | 15     |        |        |        | Eerste Prov. Luik                                        | 24                                                       |                                                          |
| 2019/20 |        |        |        |        |        |        | 8      |        |        | Tweede Prov. Luik B                                      | 37                                                       |                                                          |
| 2020/21 |        |        |        |        |        |        | -      |        |        | Tweede Prov. Luik B                                      | -                                                        | Seizoen geschrapt wegens Covid-19                        |
| 2021/22 |        |        |        |        |        |        | 15     |        |        | Tweede Prov. Luik B                                      | 25                                                       | Degradatie                                               |
| 2022/23 |        |        |        |        |        |        |        | 8      |        | Derde Prov. Luik B                                       | 33                                                       |                                                          |
| 2023/24 |        |        |        |        |        |        |        | 2      |        | Derde Prov. Luik B                                       | 59                                                       |                                                          |
| 2024/25 |        |        |        |        |        |        | 11     |        |        | Tweede Prov. Luik A                                      | 31                                                       |                                                          |
| 2025/26 |        |        |        |        |        |        |        |        |        | Tweede Prov. Luik A                                      |                                                          |                                                          |

## Bekende (oud-)spelers
- Dimitri Habran
- Adolph Tohoua